# Symfonie nr. 3 (Aho)
Kalevi Aho voltooide zijn Symfonie nr. 3, Symfonie concertante voor viool en orkest in 1973.

## Geschiedenis
Aho begon aan dit werk met een vioolconcert als basis, maar gaandeweg werd het meer een symfonien, en uiteindelijk bleef het project tussen beide genres hangen. Aho begon in de zomer van 1971 aan dit werk. Zijn eerste symfonie was net uitgevoerd en nummer twee lag nog te wachten op een uitvoering. Hij werkte gestaag aan deze symfonie en had hem bijna voltooid in 1972, maar stuitte op het probleem van de uitgebreide percussiepartij in dit werk. Hij wilde veel meer personen inschakelen dan het beoogde orkest voorhanden had. Voor een beginnend componist die nog aan de Sibeliusacademie studeerde werd geen uitzondering gemaakt. De totale orkestratie bleef in het begin achterwege. Aho leerde vervolgens op eigen benen staan met zijn vierde symfonie. Toen die voltooid en uitgevoerd was, had Aho dermate veel krediet en zelfvertrouwen opgebouwd, dat de voltooiing van de derde symfonie nog maar weinig tijd in beslag nam. Toch zou het nog anderhalf jaar duren voordat het werk uitgevoerd werd: op 20 februari 1975 speelde Jussi Pesonen (als solist) het werk met begeleiding van het Filharmonisch Orkest van Helsinki onder leiding van Ilpo Mansnerus.

## Muziek
Aho wendde zich bij zijn Symfonie nr. 2 tot een min of meer klassieke opbouw en wijze van componeren (fuga). Dat heeft hij in zijn Symfonie nr. 3 geheel losgelaten. Het werk bestaat echter zoals de traditie “voorschrijft” wel uit vier delen:
1. Andante (cadens
2. Prestissimo
3. Lento
4. Presto (cadens).

Het werk begint met de cadens, het is een vrij lange introductie waarbij de belangrijkste stem zonder meer de viool is. Het instrument wordt in deel 1 grotendeels begeleid door pauken en percussie. Het volledige orkest is pas aan de beurt in deel 2. Het orkest overwoekert de solist hier geheel, hij/zij is nauwelijks als solist te horen. Deel 3 is een klaagzang van het orkest, de solist mag even uitrusten, want heeft hier geen partij. Deel 4 is een spiegeling van deel 1 en 2. De solist verzuipt in een kabaal vanuit het orkest, het slagwerk is dominant aanwezig, waarbij de indruk van een mars ontstaat. Het eind wordt echter gevormd door de tweede cadens. In plaats van een crescendo zoals het begin van het werk laat horen  is hier sprake van een decrescendo van solist en percussie-instrumenten. Het slot blijft in de ruimte hangen. 

### Orkestratie
- soloviool
- 3 dwarsfluiten, 2 hobo’s, 3 klarinetten, 3 fagotten
- 4 hoorns, 3 trompetten, 3 trombones, 1 tuba
- 1 pauken, 3 man/vrouw percussie
- violen, altviolen, celli, contrabassen

## Discografie
- Uitgave BIS Records: Jaakko Kuusisto (viool) begeleid door het Symfonieorkest van Lahti o.l.v. Osmo Vänskä (opname 2001)

Nr. 1 · Nr. 2 · Nr. 3 · Nr. 4 · Nr. 5 · Nr. 6 (1979-1980) · Nr. 7 Insectensymfonie · Nr. 8 · Nr. 9 · Nr. 10 · Nr. 11 · Nr. 12 Luostosymfonie · Nr. 13 · Nr. 14 Rituelen · Nr. 15
Alles Vergängliche (Orgelsymfonie)